# Massa eletromagnética
A massa eletromagnética foi inicialmente um conceito da mecânica clássica, denotando o quanto o campo eletromagnético, ou a autoenergia, está contribuindo para a massa de partículas carregadas. Ela foi derivada pela primeira vez por J. J. Thomson em 1881 e foi por algum tempo também considerada como uma explicação dinâmica da massa inercial per se. Hoje, a relação de massa, momento, velocidade e todas as formas de energia – incluindo energia eletromagnética – é analisada com base na relatividade especial de Albert Einstein e na equivalência de massa e energia. Quanto à causa da massa de partículas elementares, o mecanismo de Higgs na estrutura do Modelo Padrão relativístico é usado atualmente. No entanto, alguns problemas relativos à massa eletromagnética e à autoenergia de partículas carregadas ainda são estudados.

## Partículas carregadas

### Energia e massa de repouso
Foi reconhecido por J. J. Thomson em 1881 que uma esfera carregada movendo-se em um espaço preenchido com um meio de uma capacidade indutiva específica (o éter eletromagnético de James Clerk Maxwell), é mais difícil de colocar em movimento do que um corpo descarregado. (Considerações semelhantes já foram feitas por George Gabriel Stokes (1843) com relação à hidrodinâmica, que mostrou que a inércia de um corpo movendo-se em um fluido perfeito incompressível é aumentada.) Então, devido a esse efeito de autoindução, a energia eletrostática se comporta como tendo algum tipo de massa eletromagnética "aparente" e de momento, o que pode aumentar a massa mecânica ordinária dos corpos, ou em termos mais modernos, o aumento deve surgir de sua autoenergia eletromagnética. Esta ideia foi elaborada em mais detalhes por Oliver Heaviside (1889), Thomson (1893), George Frederick Charles Searle (1897), Max Abraham (1902), Hendrik Lorentz (1892, 1904), e foi aplicada diretamente ao elétron usando a força de Abraham e Lorentz. Agora, a energia eletrostática {\displaystyle E_{\mathrm {em} }} e a massa {\displaystyle m_{\mathrm {em} }} de um elétron em repouso foi calculada como (Cap. 28)(p155–159)(45–47, 102–103)
{\displaystyle E_{\mathrm {em} }={\frac {1}{2}}{\frac {e^{2}}{a}},\qquad m_{\mathrm {em} }={\frac {2}{3}}{\frac {e^{2}}{ac^{2}}}}
onde {\displaystyle e} é a carga, uniformemente distribuída na superfície de uma esfera, e {\displaystyle a} é o raio clássico do elétron, que deve ser diferente de zero para evitar o acúmulo infinito de energia. Assim, a fórmula para essa relação de energia e massa eletromagnética é
{\displaystyle m_{\mathrm {em} }={\frac {4}{3}}{\frac {E_{\mathrm {em} }}{c^{2}}}}
Isto foi discutido em conexão com a proposta da origem elétrica da matéria, então Wilhelm Wien (1900), e Max Abraham (1902), chegaram à conclusão de que a massa total dos corpos é idêntica à sua massa eletromagnética. Wien afirmou que, se for assumido que a gravitação também é um efeito eletromagnético, então deve haver uma proporcionalidade entre energia eletromagnética, massa inercial e massa gravitacional. Quando um corpo atrai outro, o estoque de energia eletromagnética da gravitação é, de acordo com Wien, diminuído pela quantidade (onde {\displaystyle M} é a massa atraída, {\displaystyle G} a constante gravitacional, {\displaystyle r} a distância):
{\displaystyle G{\frac {{\frac {4}{3}}{\frac {E_{\mathrm {em} }}{c^{2}}}M}{r}}}
Henri Poincaré argumentou em 1906 que quando a massa é de fato o produto do campo eletromagnético no éter – o que implica que nenhuma massa "real" existe – e porque a matéria está inseparavelmente conectada com a massa, então também a matéria não existe e os elétrons são apenas concavidades no éter.

### Massa e velocidade

#### Thomson e Searle
Thomson (1893) notou que o momento eletromagnético e a energia dos corpos carregados, e portanto suas massas, dependem também da velocidade dos corpos. Ele escreveu:

[p. 21] Quando no limite v = c, o aumento de massa é infinito, assim uma esfera carregada movendo-se com a velocidade da luz se comporta como se sua massa fosse infinita, sua velocidade portanto permanecerá constante, ou seja, é impossível aumentar a velocidade de um corpo carregado movendo-se através do dielétrico além daquela da luz.
Em 1897, Searle deu uma fórmula mais precisa para a energia eletromagnética de uma esfera carregada em movimento:
{\displaystyle E_{\mathrm {em} }^{v}=E_{\mathrm {em} }\left[{\frac {1}{\beta }}\ln {\frac {1+\beta }{1-\beta }}-1\right],\qquad \beta ={\frac {v}{c}}}
e como Thomson ele concluiu:

... quando v = c a energia se torna infinita, de modo que parece impossível fazer um corpo carregado se mover a uma velocidade maior que a da luz.

#### Massa transversal e longitudinal

Previsões da dependência da velocidade da massa eletromagnética transversal de acordo com as teorias de Abraham, Lorentz e Bucherer.

A partir da fórmula de Searle, Walter Kaufmann (1901) e Max Abraham (1902) derivaram a fórmula para a massa eletromagnética dos corpos em movimento:
{\displaystyle m_{L}={\frac {3}{4}}\cdot m_{\mathrm {em} }\cdot {\frac {1}{\beta ^{2}}}\left[-{\frac {1}{\beta }}\ln \left({\frac {1+\beta }{1-\beta }}\right)+{\frac {2}{1-\beta ^{2}}}\right]}
Entretanto, foi demonstrado por Abraham (1902), que esse valor é válido somente na direção longitudinal ("massa longitudinal"), ou seja, que a massa eletromagnética também depende da direção dos corpos em movimento em relação ao éter. Assim, Abraham também derivou a "massa transversal":
{\displaystyle m_{T}={\frac {3}{4}}\cdot m_{\mathrm {em} }\cdot {\frac {1}{\beta ^{2}}}\left[\left({\frac {1+\beta ^{2}}{2\beta }}\right)\ln \left({\frac {1+\beta }{1-\beta }}\right)-1\right]}
Por outro lado, já em 1899 Lorentz assumiu que os elétrons sofrem contração do comprimento na linha de movimento, o que leva a resultados para a aceleração de elétrons em movimento que diferem daqueles dados por Abraham. Lorentz obteve fatores de {\displaystyle k^{3}\varepsilon } paralelos à direção do movimento e {\displaystyle k\varepsilon } perpendiculares à direção do movimento, onde {\displaystyle k={\sqrt {1-v^{2}/c^{2}}}} e {\displaystyle \varepsilon } é um fator indeterminado. Lorentz expandiu suas ideias de 1899 em seu famoso artigo de 1904, onde definiu o fator {\displaystyle \varepsilon } para a unidade, assim:
{\displaystyle m_{L}={\frac {m_{\mathrm {em} }}{\left({\sqrt {1-{\frac {v^{2}}{c^{2}}}}}\right)^{3}}},\quad m_{T}={\frac {m_{\mathrm {em} }}{\sqrt {1-{\frac {v^{2}}{c^{2}}}}}}}
Então, eventualmente Lorentz chegou à mesma conclusão que Thomson em 1893: nenhum corpo pode atingir a velocidade da luz porque a massa se torna infinitamente grande nessa velocidade.
Além disso, um terceiro modelo de elétron foi desenvolvido por Alfred Bucherer e Paul Langevin, no qual o elétron se contrai na linha de movimento e se expande perpendicularmente a ela, de modo que o volume permanece constante. Isso dá:
{\displaystyle m_{L}={\frac {m_{\mathrm {em} }\left(1-{\frac {1}{3}}{\frac {v^{2}}{c^{2}}}\right)}{\left({\sqrt {1-{\frac {v^{2}}{c^{2}}}}}\right)^{8/3}}},\quad m_{T}={\frac {m_{\mathrm {em} }}{\left({\sqrt {1-{\frac {v^{2}}{c^{2}}}}}\right)^{2/3}}}}

#### Experimentos de Kaufmann
As previsões das teorias de Abraham e Lorentz foram apoiadas pelos experimentos de Walter Kaufmann (1901), mas os experimentos não foram precisos o suficiente para distinguir entre eles. Em 1905, Kaufmann conduziu outra série de experimentos (experimentos de Kaufmann, Bucherer, e Neumann) que confirmaram as previsões de Abraham e Bucherer, mas contradisseram a teoria de Lorentz e a "suposição fundamental de Lorentz e Einstein", ou seja, o princípio da relatividade. Nos anos seguintes, experimentos de Alfred Bucherer (1908), Gunther Neumann (1914) e outros pareceram confirmar a fórmula de massa de Lorentz. Mais tarde, foi apontado que os experimentos de Bucherer e Neumann também não foram precisos o suficiente para distinguir entre as teorias – durou até 1940, quando a precisão necessária foi alcançada para eventualmente provar a fórmula de Lorentz e refutar a de Abraham por esses tipos de experimentos. (No entanto, outras experiências de diferentes tipos já refutaram as fórmulas de Abraham e Bucherer muito antes.)(334–352)

### Tensões de Poincaré e o problema de4⁄3
A ideia de uma natureza eletromagnética da matéria, no entanto, teve que ser abandonada. Abraham (1904, 1905) argumentou que forças que não são eletromagnéticas eram necessárias para evitar que os elétrons contráteis de Lorentz explodissem. Ele também mostrou que resultados diferentes para a massa eletromagnética longitudinal podem ser obtidos na teoria de Lorentz, dependendo se a massa é calculada a partir de sua energia ou de seu momento, então um potencial que não é eletromagnético (correspondente a 1⁄3 da energia eletromagnética do elétron) era necessário para tornar essas massas iguais. Abraham duvidou que fosse possível desenvolver um modelo que satisfazesse todas essas propriedades.
Para resolver esses problemas, Henri Poincaré em 1905 e 1906 introduziu algum tipo de pressão ("tensões de Poincaré") de natureza que não é eletromagnética. Conforme exigido por Abraham, essas tensões contribuem com energia que não é eletromagnética para os elétrons, totalizando 1⁄4 de sua energia total ou 1⁄3 de sua energia eletromagnética. Assim, as tensões de Poincaré removem a contradição na derivação da massa eletromagnética longitudinal, elas impedem que o elétron exploda, elas permanecem inalteradas por uma transformação de Lorentz (ou seja, elas são invariantes de Lorentz), e também foram pensadas como uma explicação dinâmica da contração do comprimento. No entanto, Poincaré ainda assumiu que apenas a energia eletromagnética contribui para a massa dos corpos.
Como foi notado mais tarde, o problema está no fator 4⁄3 da massa de repouso eletromagnética – dada acima como {\displaystyle m_{\mathrm {em} }={\tfrac {4}{3}}E_{\mathrm {em} }/c^{2}} quando derivada das equações de Abraham e Lorentz. No entanto, quando é derivada apenas da energia eletrostática do elétron, temos {\displaystyle m_{\mathrm {es} }=E_{\mathrm {em} }/c^{2}} onde o fator 4⁄3 está faltando. Isso pode ser resolvido adicionando a energia que não é eletromagnética {\displaystyle E_{\mathrm {p} }} das tensões de Poincaré a {\displaystyle E_{\mathrm {em} }}, a energia total do elétron {\displaystyle E_{\mathrm {tot} }} agora se torna:
{\displaystyle {\frac {E_{\mathrm {tot} }}{c^{2}}}={\frac {E_{\mathrm {em} }+E_{\mathrm {p} }}{c^{2}}}={\frac {E_{\mathrm {em} }+{\frac {E_{\mathrm {em} }}{3}}}{c^{2}}}={\frac {4}{3}}{\frac {E_{\mathrm {em} }}{c^{2}}}={\frac {4}{3}}m_{\mathrm {es} }=m_{\mathrm {em} }}
Assim, o fator 4⁄3 ausente é restaurado quando a massa é relacionada à sua energia eletromagnética e desaparece quando a energia total é considerada.(382–383)(32, 40)

## Paradoxos de inércia de energia e radiação

### Pressão de radiação
Outra maneira de derivar algum tipo de massa eletromagnética foi baseada no conceito de pressão de radiação. Essas pressões ou tensões no campo eletromagnético foram derivadas por James Clerk Maxwell (1874) e Adolfo Bartoli (1876). Lorentz reconheceu em 1895 que essas tensões também surgem em sua teoria do éter estacionário. Então, se o campo eletromagnético do éter é capaz de colocar corpos em movimento, o princípio de ação/reação exige que o éter seja colocado em movimento pela matéria também. No entanto, Lorentz apontou que qualquer tensão no éter requer a mobilidade das partes do éter, o que não é possível, pois em sua teoria o éter é imóvel (ao contrário de contemporâneos como Thomson que usaram descrições fluidas). Isso representa uma violação do princípio de reação que foi aceita por Lorentz conscientemente. Ele continuou dizendo que só se pode falar sobre tensões fictícias, pois são apenas modelos matemáticos em sua teoria para facilitar a descrição das interações eletrodinâmicas.

### Massa do fluido eletromagnético fictício
Em 1900 Poincaré estudou o conflito entre o princípio de ação/reação e a teoria de Lorentz. Ele tentou determinar se o centro de gravidade ainda se move com uma velocidade uniforme quando radiação e campos eletromagnéticos estão envolvidos. Ele notou que o princípio de ação/reação não se aplica somente à matéria, mas que o campo eletromagnético tem seu próprio momento (tal momento também foi derivado por Thomson em 1893 de uma forma mais complicada). Poincaré concluiu que a energia do campo eletromagnético se comporta como um fluido fictício („fluide fictif“) com uma densidade de massa {\displaystyle E_{\mathrm {em} }/c^{2}} (em outras palavras {\displaystyle m_{\mathrm {em} }=E_{\mathrm {em} }/c^{2}}. Agora, se o quadro referencial do centro de massa (referencial do COM) é definido tanto pela massa da matéria quanto pela massa do fluido fictício, e se o fluido fictício é indestrutível – ele não é criado nem destruído – então o movimento do quadro referencial do centro de massa permanece uniforme.
Mas esse fluido eletromagnético não é indestrutível, porque pode ser absorvido pela matéria (o que, segundo Poincaré, foi a razão pela qual ele considerou o fluido eletromagnético como "fictício" em vez de "real"). Assim, o princípio do centro de massa (COM) seria violado novamente. Como foi feito mais tarde por Einstein, uma solução fácil para isso seria assumir que a massa do campo eletromagnético é transferida para a matéria no processo de absorção. Mas Poincaré criou outra solução: ele assumiu que existe um fluido de energia que não é eletromagnética imóvel em cada ponto do espaço, também carregando uma massa proporcional à sua energia. Quando o fluido eletromagnético fictício é destruído ou absorvido, sua massa e energia eletromagnética não são levadas pela matéria em movimento, mas são transferidas para o fluido que não é eletromagnético e permanecem exatamente no mesmo lugar naquele fluido. (Poincaré acrescentou que não devemos ficar muito surpresos com essas suposições, pois elas são apenas ficções matemáticas.) Dessa forma, o movimento do quadro referencial do centro de massa (COM), incluindo matéria, fluido eletromagnético fictício e fluido que não é eletromagnético fictício, permanece uniforme, pelo menos teoricamente.
No entanto, como apenas a matéria e a energia eletromagnética são diretamente observáveis por experimento (não o fluido que não é eletromagnético), a resolução de Poincaré ainda viola o princípio da reação e o teorema do centro de massa (COM), quando um processo de emissão/absorção é considerado na prática. Isso leva a um paradoxo ao mudar de quadros referenciais: se as ondas são irradiadas em uma determinada direção, o dispositivo sofrerá um recuo do momento do fluido fictício. Então, Poincaré realizou um impulso de Lorentz (para primeira ordem em v/c) para o quadro referencial da fonte em movimento. Ele observou que a conservação de energia se mantém em ambos os quadros referenciais, mas que a lei da conservação do momento é violada. Isso permitiria o movimento perpétuo, uma noção que ele abominava. As leis da natureza teriam que ser diferentes nos quadros referenciais, e o princípio da relatividade não se manteria. Portanto, ele argumentou que também neste caso deve haver outro mecanismo de compensação no éter.(41ff)(18–21)
Poincaré voltou a este tópico em 1904. Desta vez, ele rejeitou sua própria solução de que os movimentos no éter podem compensar o movimento da matéria, porque qualquer movimento desse tipo é inobservável e, portanto, cientificamente inútil. Ele também abandonou o conceito de que a energia carrega massa e escreveu em conexão com o recuo acima mencionado:

O aparelho recuará como se fosse um canhão e a energia projetada uma bola, e isso contradiz o princípio de Newton, já que nosso projétil atual não tem massa; não é matéria, é energia.
Esses desenvolvimentos iterativos culminaram em sua publicação de 1906 "O Fim da Matéria", na qual ele observa que ao aplicar a metodologia de usar desvios de campo elétrico ou magnético para determinar as relações de carga e massa, descobre-se que a massa aparente adicionada pela carga compõe toda a massa aparente, portanto, a "massa real é igual a zero". Assim, ele passa a postular que os elétrons são apenas buracos ou efeitos de movimento no éter, enquanto o próprio éter é a única coisa "dotada de inércia".
Ele então aborda a possibilidade de que toda a matéria possa compartilhar essa mesma qualidade e, assim, sua posição muda de ver o éter como um "fluido fictício" para sugerir que ele pode ser a única coisa que realmente existe no universo, finalmente afirmando "Neste sistema não há matéria real, há apenas buracos no éter".
Finalmente, ele repete esse problema exato do "princípio de Newton" de 1904 novamente na publicação de 1908 em sua seção sobre "o princípio da reação", ele observa que as ações da pressão de radiação não podem ser vinculadas somente à matéria à luz da prova de Fizeau de que a noção de Hertz de arrasto total do éter é insustentável. Isso, ele esclarece na próxima seção em sua própria explicação da equivalência de massa e energia:

Bem, a deformação dos elétrons, uma deformação que depende de sua velocidade, modificará a distribuição da eletricidade sobre sua superfície, consequentemente a intensidade da corrente de convecção que eles produzem, consequentemente as leis segundo as quais a autoindução dessa corrente variará em função da velocidade.

A esse preço, a compensação será perfeita e estará em conformidade com os requisitos do princípio da relatividade, mas apenas sob duas condições:
1° Que os elétrons positivos não tenham massa real, mas apenas uma massa eletromagnética fictícia; ou pelo menos que sua massa real, se existir, não seja constante e varie com a velocidade de acordo com as mesmas leis de sua massa fictícia;
2° Que todas as forças sejam de origem eletromagnética, ou pelo menos que elas variam com a velocidade de acordo com as mesmas leis das forças de origem eletromagnética.

Ainda é Lorentz quem fez essa síntese notável; pare um momento e veja o que se segue disso. Primeiro, não há mais matéria, já que os elétrons positivos não têm mais massa real, ou pelo menos nenhuma massa real constante. Os princípios atuais da nossa mecânica, fundados na constância da massa, devem, portanto, ser modificados. Novamente, uma explicação eletromagnética deve ser buscada para todas as forças conhecidas, em particular da gravitação, ou pelo menos a lei da gravitação deve ser modificada de modo que essa força seja alterada pela velocidade da mesma forma que as forças eletromagnéticas.
Assim, a massa de um fluido fictício de Poincaré o levou a, em vez disso, descobrir mais tarde que a massa da matéria em si era "fictícia".
A própria publicação de Einstein de 1906 concede crédito a Poincaré por explorar anteriormente a equivalência de massa e energia e é a partir desses comentários que é comumente relatado que a teoria do éter de Lorentz é "matematicamente equivalente".

### Radiação de cavidade e momento
No entanto, a ideia de Poincaré de momento e massa associados à radiação provou ser frutífera, quando em 1903 Max Abraham introduziu o termo “momento eletromagnético”, tendo uma densidade de campo de {\displaystyle E_{em}/c^{2}} por cm3 e {\displaystyle E_{em}/c} por cm2. Ao contrário de Lorentz e Poincaré, que consideravam o momento como uma força fictícia, ele argumentou que é uma entidade física real e, portanto, a conservação do momento é garantida.
Em 1904, Friedrich Hasenöhrl associou especificamente a inércia à radiação ao estudar a dinâmica de uma cavidade em movimento. Hasenöhrl sugeriu que parte da massa de um corpo (que ele chamou de massa aparente) pode ser considerada como radiação ricocheteando em torno de uma cavidade. A massa aparente da radiação depende da temperatura (porque todo corpo aquecido emite radiação) e é proporcional à sua energia, e ele primeiro concluiu que {\displaystyle m={\tfrac {8}{3}}E/c^{2}}. No entanto, em 1905 Hasenöhrl publicou um resumo de uma carta, que foi escrita por Abraham para ele. Abraham concluiu que a fórmula de Hasenöhrl da massa aparente da radiação não está correta, e com base em sua definição de momento eletromagnético e massa eletromagnética longitudinal Abraham a mudou para {\displaystyle m={\tfrac {4}{3}}E/c^{2}}, o mesmo valor para a massa eletromagnética para um corpo em repouso. Hasenöhrl recalculou sua própria derivação e verificou o resultado de Abraham. Ele também notou a semelhança entre a massa aparente e a massa eletromagnética que Poincaré comentaria em 1906. No entanto, Hasenöhrl afirmou que essa relação de energia e massa aparente só se mantém enquanto um corpo irradia, ou seja, se a temperatura de um corpo for maior que 0 K.(359–360)

## Visão moderna

### Equivalência de massa e energia
A ideia de que as principais relações entre massa, energia, momento e velocidade só podem ser consideradas com base nas interações dinâmicas da matéria foi substituída quando Albert Einstein descobriu em 1905 que as considerações baseadas no princípio da relatividade  especial exigem que todas as formas de energia (não apenas eletromagnética) contribuam para a massa dos corpos (equivalência de massa e energia). Isto é, toda a massa de um corpo é uma medida de seu conteúdo energético por {\displaystyle E=mc^{2}}, e as considerações de Einstein eram independentes de suposições sobre a constituição da matéria.(p155–159)  Por esta equivalência, o paradoxo da radiação de Poincaré pode ser resolvido sem usar "forças compensatórias", porque a massa da matéria em si (não o fluido éter não eletromagnético como sugerido por Poincaré) é aumentada ou diminuída pela massa de energia eletromagnética no curso do processo de emissão/absorção. Além disso, a ideia de uma explicação eletromagnética da gravitação foi substituída no curso do desenvolvimento da relatividade geral.
Então, toda teoria que lida com a massa de um corpo deve ser formulada de forma relativística desde o início. Este é, por exemplo, o caso da atual explicação do campo quântico da massa de partículas elementares na estrutura do Modelo Padrão, o mecanismo de Higgs. Por causa disso, a ideia de que qualquer forma de massa é completamente causada por interações com campos eletromagnéticos não é mais relevante.

### Massa relativística
Os conceitos de massa longitudinal e transversal (equivalentes aos de Lorentz) também foram usados por Einstein em seus primeiros artigos sobre relatividade. No entanto, na relatividade especial eles se aplicam a toda a massa da matéria, não apenas à parte eletromagnética. Mais tarde, foi demonstrado por físicos como Richard Chace Tolman que expressar massa como a razão entre força e aceleração não é vantajoso. Portanto, um conceito semelhante sem termos dependentes de direção, no qual a força é definida como {\displaystyle {\vec {F}}=\mathrm {d} {\vec {p}}/\mathrm {d} t}, foi usado como massa relativística
{\displaystyle M={\frac {m_{0}}{\sqrt {1-{\frac {v^{2}}{c^{2}}}}}},\qquad m_{0}={\frac {E}{c^{2}}}}
Este conceito ainda é usado algumas vezes em livros didáticos de física moderna, embora o termo "massa" seja agora considerado por muitos como uma referência à massa invariante, veja massa na relatividade especial.

### Autoenergia
Quando o caso especial da autoforça ou autoenergia eletromagnética de partículas carregadas é discutido, também em textos modernos algum tipo de massa eletromagnética "efetiva" é às vezes introduzida – não como uma explicação da massa em si, mas em adição à massa ordinária dos corpos. Muitas reformulações diferentes da força de Abraham e Lorentz foram derivadas – por exemplo, para lidar com o problema de 4⁄3 (veja a próxima seção) e outros problemas que surgiram deste conceito. Tais questões são discutidas em conexão com a renormalização, e com base na mecânica quântica e na teoria quântica de campos, que devem ser aplicadas quando o elétron é considerado fisicamente pontual. Em distâncias localizadas no domínio clássico, os conceitos clássicos entram novamente em jogo. Uma derivação rigorosa da autoforça eletromagnética, incluindo a contribuição para a massa do corpo, foi publicada por Gralla et al. (2009).

### Problema de4⁄3
Max von Laue em 1911 também usou as equações de movimento de Abraham e Lorentz em seu desenvolvimento da dinâmica relativística especial, de modo que também na relatividade especial o fator 4⁄3 está presente quando a massa eletromagnética de uma esfera carregada é calculada. Isso contradiz a fórmula de equivalência de massa e energia, que requer a relação {\displaystyle m_{\mathrm {em} }=E_{\mathrm {em} }/c^{2}} sem o fator 4⁄3, ou em outras palavras, o quadrimomento não se transforma adequadamente como um quadrivetor quando o fator 4⁄3 está presente. Laue encontrou uma solução equivalente à introdução de um potencial que não é eletromagnético de Poincaré (estresses de Poincaré), mas Laue mostrou seu significado relativístico mais profundo ao empregar e avançar o formalismo espaço-temporal de Hermann Minkowski. O formalismo de Laue exigia que houvesse componentes e forças adicionais, que garantem que sistemas espacialmente estendidos (onde tanto energias eletromagnéticas quanto as que não são eletromagnéticas são combinadas) estejam formando um sistema estável ou "fechado" e se transformem em um quadrivetor. Ou seja, o fator 4⁄3 surge apenas em relação à massa eletromagnética, enquanto o sistema fechado tem massa de repouso total e energia de {\displaystyle m_{\mathrm {tot} }=E_{\mathrm {tot} }/c^{2}}.
Outra solução foi encontrada por autores como Enrico Fermi (1922), Paul Dirac (1938) Fritz Rohrlich (1960), ou Julian Schwinger (1983), que apontaram que a estabilidade do elétron e o problema de 4⁄3 são duas coisas diferentes. Eles mostraram que as definições anteriores de quadrimomento não são relativísticas em si, e ao mudar a definição para uma forma relativística, a massa eletromagnética pode ser simplesmente escrita como {\displaystyle m_{\mathrm {em} }=E_{\mathrm {em} }/c^{2}} e assim o fator 4⁄3 não aparece de forma alguma. Então cada parte do sistema, não apenas sistemas "fechados", se transforma adequadamente como um quadrivetor. No entanto, forças de ligação como os estresses de Poincaré ainda são necessárias para evitar que o elétron exploda devido à repulsão de Coulomb. Mas com base na definição de Fermi e Rohrlich, este é apenas um problema dinâmico e não tem mais nada a ver com as propriedades de transformação.
Também outras soluções foram propostas, por exemplo, Valery Morozov (2011) considerou o movimento de uma esfera carregada imponderável. Descobriu-se que um fluxo de energia que não é eletromagnética existe no corpo da esfera. Este fluxo tem um impulso exatamente igual a 1⁄3 do impulso eletromagnético da esfera, independentemente da estrutura interna da esfera ou do material de que é feita. O problema foi resolvido sem a atração de quaisquer hipóteses adicionais. Neste modelo, as tensões da esfera não estão conectadas com sua massa.
Fedosin (2024) apresentou fórmulas para calcular o quadrimomento no espaço-tempo curvo. O uso dessas fórmulas para um sistema uniforme relativístico mostra que a integral de volume dos componentes de tempo do tensor de estresse e energia do sistema, levando em consideração os campos, fornece um vetor integral que não é um quadrivetor. O tensor de estresse e energia do campo eletromagnético é parte do tensor de estresse e energia do sistema, portanto, a integração dos componentes de tempo do tensor de estresse e energia do campo eletromagnético não fornece um qusdrimomento do campo, mas um vetor integral do campo eletromagnético. Dos componentes desse vetor integral, é possível extrair as massas e energias correspondentes do campo eletromagnético, cuja razão é 4⁄3. Assim, o surgimento do problema de 4⁄3 se deve ao fato de que, em vez de usar a fórmula covariante para o quadrimomento do campo eletromagnético, é usada a integração dos componentes de tempo do tensor de estresse e energia do campo eletromagnético, que não fornece o quadrimomento do campo eletromagnético.